# Lenkungsausschuss für Bioethik
Der Lenkungsausschuss für Bioethik (englisch Steering Committee on Bioethics, französisch Comité Directeur pour la Bioéthique, CDBI) war ein Komitee des  Europarats.

## Aufgabe
Bis zur Übernahme durch das Bioethische Komitee (DH-BIO) diente der Lenkungsausschuss für Bioethik zur Definition von Prinzipien und Etablierung rechtlicher Normen, die in den Mitgliedsstaaten Anwendung finden.

## Geschichte
1985 wurde das Ad-hoc-Komitee der Experten über Bioethik (Ad hoc Committee of experts on Bioethics, CAHBI) unter der direkten Obrigkeit des  Rates der Europäischen Union gegründet. Es war für zwischenstaatliche Aktivitäten des Europarates im Bereich der Bioethik verantwortlich. 1992 wurde es dann zum  Lenkungsausschusses für Bioethik (CDBI).
Der Lenkungsausschuss für Bioethik wurde am 1. Januar 2012 – im Zuge der Reorganisierung der Behörden – durch das Bioethische Komitee (Committee on Bioethics, DH-BIO) übernommen. Die Reorganisierung soll zur engeren Verknüpfung der DH-BIO und des  Lenkungsausschusses für Menschenrechte (Steering Committee on Human Rights, CDDH) dienen.

## Abkommen und Konventionen
Übereinkommen über Menschenrechte und Biomedizin

## Mitglieder
Ludger Honnefelder
Elmar Doppelfeld